# Всеэфиопское социалистическое движение
Всеэфиопское социалистическое движение (амх. መላ ኢትዮጵያ ሶሻሊስት ንቅናቄ, Mela Ītyōṗṗyā Soshalīsit Nik’inak'ē, ВЭСД, акроним на языке оригинала: МЕЙСОН или МЕИСОН, амх. መኢሶን, MEISON), вариант перевода Социалистическое всеэфиопское движение (СВЭД) — леворадикальная политическая партия в Эфиопии марксистско-ленинского толка, игравшая активную роль в политической жизни страны в 1970-х годах. Ядром движения были выходцы из студенчества, бывшей эмиграции и части чиновничества.
И Всеэфиопское социалистическое движение, и Эфиопская народно-революционная партия (ЭНРП) с энтузиазмом поддерживали революцию, свергнувшую монархию императора Хайле Селассие. Обе партии придерживались марксистской ориентации, и при тактических различиях ключевая разница между ними состояла в том, что ЭНРП представляла народность амхара, а СВЭД — оромо.
Однако с приходом к власти Менгисту Хайле Мариама в качестве лидера Временного военно-административного совета (ДЕРГ) между двумя группами обострился конфликт. Первоначально МЕЙСОН примыкал к ДЕРГ, но порвал с режимом Менгисту по мере разворачивания тем «Красного террора», который изначально активно поддерживал, и сам подвергся репрессиям с середины 1977 года.

## История создания и разногласия с ЭНРП

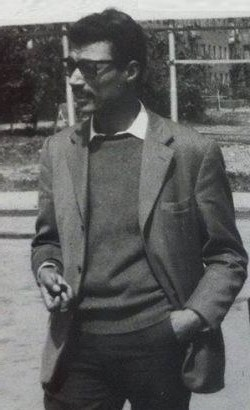
Лидер МЕЙСОН Хайле Фида

Как и другие радикальные оппозционные организации, Всеэфиопское социалистическое движение появилось в эмиграции. Оно было создано как подпольная организация во время 8-го конгресса Союза эфиопских студентов в Европе (ESUE) в Гамбурге в августе 1968 года некоторыми из наиболее опытных представителей участников эфиопского студенческого движения. Среди основателей: Ворку Фереде (избранный председателем на съезде), Кебеде Мэнгеша, Негеде Гобезе, Андаргачев Ассегид, Фикре Мерид, Хагос Гебрейесус и Хайле Фида. Другими видными ранними членами были Андреас Эшете, Хайле Мэнкериос, Алем Хабту и Дессалень Рахмато.
После революции 1974 года (военного переворота, который привёл к власти ДЕРГ) была разрешена ограниченная свобода слова, и в этом пространстве стали доминировать представители радикальных левых сил, которые ранее выступали против Хайле Селассие как внутри страны, так и за рубежом. МЕЙСОН и ЭНРП быстро превратились в две доминирующие марксистские партии, а их руководство и члены по всей Европе, Северной Америке и на Ближнем Востоке оперативно возвращались на родину, чтобы принять участие в революции.
Идеологические разногласия между МЕЙСОН и ЭНРП, которые годами разгорались на арене студенческой политики в изгнании, на родине только усилились, что будет иметь фатальные последствия для всех. Обе считали себя авангардными партиями «в зародыше». Но если ЭНРП дистанцировалась от советской модели и установила связь с маоистской КНР, то Всеэфиопское социалистическое движение в этот период склонялось к просоветской и фактически сталинистской линии, хотя в нём тоже усматривали маоистский уклон.
ЭНРП почти сразу выступила против диктатуры ДЕРГ, обвинив её в предательстве революции и заявив, что она стоит на пути подлинной «народной демократии», а позднее вообще уличила Менгисту в фашизме. С другой стороны, МЕЙСОН, по крайней мере на время, согласился с руководящей ролью ДЕРГ, чтобы тот мог преобразовать эфиопское общество в соответствии с марксистско-ленинскими принципами.

## Критическая поддержка ДЕРГ
МЕЙСОН отстаивал более «контролируемую демократию» и полагал, что военный режим может быть «прогрессивным», если он будет выполнять основные требования радикальных левых. Поэтому группа была готова «критически» поддерживать его и сотрудничать с ним. Благодаря этому члены МЕЙСОН завоевали расположение ДЕРГ и получили некоторые ключевые посты в новом правительстве.
По инициативе ДЕРГ с привлечением гражданских радикалов были созданы политическая школа «Йека-тит-66» (Yekatit 66) и неофициальное политическое бюро, которому поручалось осуществить меры по формированию правящей прогрессивной партии из шести левых организаций, поддерживавших революцию — Временное управление по делам массовых организаций (Временное управление по массовым организационным вопросам, POMOA). И МЕЙСОН, и ДЕРГ изначально были представлены в первоначальном руководящем комитете POMOA из 14 человек, однако первая партия доминировала: у неё было в нём пять сторонников против двух от ЭНРП, которая к тому же вскоре покинула орган.
Другими группами, представленными в POMOA, были Пролетарская лига (Воз адэр — WAS, созданная Сеннаем Ликке из числа представителей профсоюзов, интеллигенции и армии), Революционная борьба угнетённых народов (ИЧАТ — ECHAAT, выражавшая интересы крестьянства, мелких торговцев, ремесленников и национальных меньшинств и в меньшей степени походившая на партию), Марксистско-ленинская революционная организация (MALERED, включавшая студентов и творческую интеллигенцию и выступавшая одно время как отколовшаяся часть МЕЙСОН или даже как её молодежное крыло) и Революционное пламя (Абъетауи сэдэд — Abyotawit Seded, состоявшее из военнослужащих, в том числе большинства членов ДЕРГ, и имевшее связи с высокопоставленными чиновниками).
Как председателю POMOA, именно лидеру МЕЙСОН Хайле Фиде поручили разработать Программу национально-демократической революции — документ, который заменил патриотический, но расплывчатый девиз Itiopiya Tikdem («Эфиопия прежде всего»), изначально использовавшийся в качестве руководящих принципов новых властей, на коммунистическое видение Эфиопии в маоистском духе.
Только двое из первоначальных 14 членов POMOA оказались достаточно проворными, чтобы выжить и стать в 1980 году членами центрального комитета Комиссии по организации партии трудящихся Эфиопии (COPWE) — массовой политической организации при ДЕРГ, на базе которой будет создана монопольная Рабочая партия Эфиопии. Среди них был Алему Абебе, порвавший с МЕЙСОН с началом конфликта той с ДЕРГ — он был вознаграждён постами главы Центральной контрольной комиссии РПЭ и мэра Аддис-Абебы, войдя в неформальную руководящую партийную клику «Банда четырёх».

## Конфликт с ЭНРП и «красный террор»

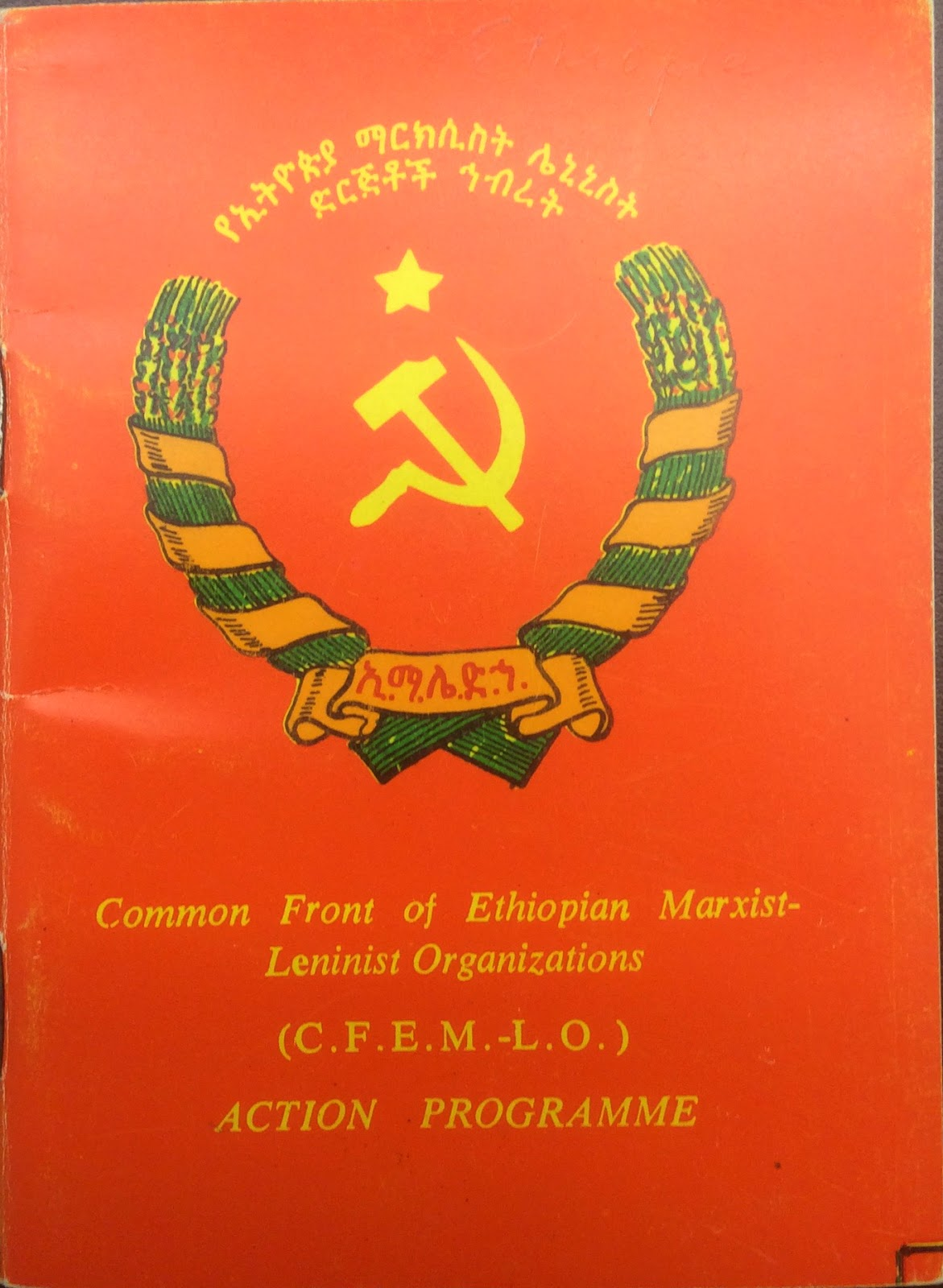
Программа действий Единого фронта марксистско-ленинских организаций Эфиопии

На фоне начинавшейся гражданской войны в Эфиопии идеологические разногласия между двумя главными марксистскими партиями Эфиопии в конечном итоге переросли в ожесточённый конфликт, пик которого пришёлся на 1976 год, когда произошли столкновения между сторонниками МЕЙСОН и ЭНРП на фоне вооружённых атак последней на высокопоставленных чиновников ДЕРГ. В числе прочих 26 сентября бойцы ЭНРП убили идеолога МЕЙСОН и видного режимного функционера Фикре Мерида. Жертвой пал Теодор Бекеле, член МЕЙСОН и лидер Всеэфиопского профсоюза, убитый 25 февраля 1977 года (ходили слухи, что покушение было осуществлено не обвинённой в нём ЭНРП, а наёмниками Менгисту). Убийцы ещё одной сторонницы МЕЙСОН, радиожурналистки, поэтессы и исполнительницы Шевалул Менгисту, названные в прессе «проплаченными анархистами», были немедленно застрелены. В ответ на эту нестабильность Менгисту реализовал программу масштабного «Красного террора», направленную на устранение любой оппозиции, особенно со стороны ЭНРП и других несогласных марксистских групп.
На первых этапах «Красного террора» Всеэфиопское социалистическое движение поддерживало тесные связи с ДЕРГ и помогало тому бороться с предполагаемыми сторонниками ЭНРП. После захвата власти Менгисту и устранения им остальных конкурентов из ДЕРГ вся мощь государственной аппарата была направлена против ЭНРП, которая к концу 1977 года оказалась в значительной степени исстреблена. МЕЙСОН как её главный конкурент пытался воспользоваться устранением ЭНРП при формировании сильной централизованной партии (что поддерживали и Менгисту, и СССР — Советский Союз настаивал на создании единой правящей партии еще в 1975—1976 годах и первоначально предлагал МЕЙСОН в качестве основы для такого объединения, настаивая на требованиях МЕЙСОН даже после раскола того с ДЕРГ).
МЕЙСОН ясно давал понять, что, по мнению движения, настало время для большего гражданского контроля над правительством. К тому же, члены партии всё чаще высказывали критические мнения по поводу политической линии ДЕРГ как сочетавшей примитивный догматизм с проповедью казарменной дисциплины, амхарским шовинизмом и ура-патриотическими призывами, вызвавшими брожение на территориях, населенных национальными меньшинствами. У партии также были свои собственные крестьянские ассоциации, и её деятельность была независима от властей.

## Разворот репрессий в сторону партии
В феврале 1977 года Всеэфиопское социалистическое движение вступило в довольно хрупкий Союз (Единый фронт) марксистско-ленинских организаций Эфиопии (EMALEDH, Ималедих), включивший 5 упомянутых левых организаций. Однако уже в середине того же 1977 года ДЕРГ отвернулся от МЕЙСОН, опасаясь, что его члены более лояльны своей партии, чем властям. Наибольшую угрозу для ДЕРГ представляла кампания МЕЙСОН по контролю над формировавшимся «народным ополчением» во время сомалийского вторжения в Огаден. Режим распустил существующий комитет POMOA, оплот МЕЙСОН, и уволил большинство преподавателей политической школы, почти все из которых были связаны с МЕЙСОН. Реагируя на эту угрозу своей гегемонии, в августе 1977 года большая часть руководства МЕЙСОН внутри страны, включая председателя партии Хайле Фиду, ушла в подполье.
После казни 11 ноября главного покровителя МЕЙСОН — подполковника Атнафу Аббате — следом за ЭНРП началось уничтожение и членов этой организации. Большинство его руководства были схвачены или убиты. Хайле Фида попытался бежать из Аддис-Абебы в свою родную провинцию Уоллега, но был с соратниками задержан; позднее все они были казнены. Характерно, что практически одновременно с Хайле был расстрелян его противник по левому флангу — генсек ЭНРП Берханемескель Реда. Остальные высокопоставленные члены МЕЙСОН были отстранены от своих государственных постов, и вскоре ДЕРГ начал кровавую кампанию против сторонников МЕЙСОН в сельской местности. Движение было официально запрещено в 1978 году. ECHAAT, по сути ответвление МЕЙСОН, тоже подверглось преследованиям — официально за свой «узкий национализм» и связь с Фронтом освобождения оромо.
В 1980-х былые непримиримые соперники МЕЙСОН и ЭРНП объединились в борющуюся с режимом Коалицию демократических сил Эфиопии (COEDF), однако после свержения диктатуры Менгисту Народный фронт освобождения Тыграя и Революционно-демократический фронт эфиопских народов маргинализовали это объединение и не допустили к переустройству страны. Так что хоть МЕЙСОН и восстановила себя как легальную социалистическую партию, но не смогла вернуть себе былую известность. В 2005 году МЕЙСОН и ЭНРП примкнули к оппозиционной коалиции Объединённые эфиопские демократические силы.